# His Regeneration
His Regeneration (trad.: La sua rinascita) è un cortometraggio di Gilbert M. Anderson del 1915: vi appare per una decina di secondi Charlie Chaplin (nel ruolo di Charlot).

## Trama
Un malvivente (Gilbert M. Anderson) vende della refurtiva ad un ricettatore (Victor Potel). Nel frattempo, presso un locale pubblico, alcuni signori e signore eleganti, seduti a due tavoli, ordinano da bere. Fuori del locale un numeroso gruppo di uomini e donne di estrazione popolare attendono di entrare. Fra queste persone vi è anche Charlot (Charlie Chaplin) che inizia a corteggiare una delle ragazze ma poco dopo arriva il suo nerboruto fidanzato che con il solo mostrare il bicipite convince Charlot a desistere. Ben presto si aprono le danze nel locale in cui è arrivato anche il delinquente che ha finito di vendere i gioielli rubati. L'uomo adocchia un'appariscente ragazza seduta ad un tavolo, rimasta momentaneamente sola perché il suo fidanzato è andato ad ordinare qualcosa al bancone. Il manigoldo, allora, si siede al tavolo con la ragazza e inizia a flirtare con lei che sembra accettare le sue avancés, soprattutto, quando l'uomo le regala un orologino, residuo di una qualche precedente rapina. Quanto sta accadendo, però, non sfugge al fidanzato della ragazza che, furioso, ritorna al tavolo intimando al furfante di andarsene. Ben presto, i due arrivano alle mani fin quando il fidanzato della ragazza gli spara un colpo di pistola e fugge. L'uomo cade a terra ed una ragazza (Marguerite Clayton) di quelle elegantemente vestite, allora, si precipita verso di lui e tampona la ferita. Poco dopo arrivano due poliziotti che lo soccorrono, non sapendo che si tratta di un lestofante. Qualche tempo dopo l'uomo si è ristabilito ed insieme ad un complice (Lee Willard) entra in una casa signorile e, una volta, all'interno, raggiunge la cassaforte. I due iniziano a provare delle combinazioni per aprirla ma il rumore fatto dalla domestica (Hazel Applegate) della casa induce il criminale ad andare a verificare. Con la torcia elettrica entra in una delle stanze dove riconosce, mentre dorme, la ragazza che lo ha soccorso nel locale. Senza svegliarla ritorna dal complice che, nel frattempo, ha aperto la cassaforte e ne ha tirato fuori una collana di perle a causa della quale i due iniziano una lotta che termina con la morte del socio che però ha il tempo di esplodere un colpo di pistola che sveglia anche la ragazza. L'assassino recupera la collana dal cadavere e la consegna alla ragazza che nel frattempo è sopraggiunta e lo vede con la pistola in mano. La domestica, però, ha già chiamato la polizia e la ragazza, per salvare l'uomo che si è ravveduto, dato che le ha restituito la collana, si fa consegnare la pistola e gli indica dove nascondersi. All'arrivo dei poliziotti la ragazza dice loro di essere stata lei a sparare al ladro. Nel mentre, nella stanza dove si è nascosto, il malvivente "rigenerato" scrive un biglietto di ringraziamento alla ragazza prima di dileguarsi. Uscito dalla casa ed ormai sulla retta via, lex-furfante chiede, addirittura, ad un poliziotto di passaggio di accendergli la sigaretta.
La presenza di Charlot, allora giovane attore emergente, non è accreditata ma è segnalata nel titolo della pellicola, nella quale, oltre ad indicare il regista, si precisa che egli è stato "... slightly assisted by Charlie Chaplin" (assistito brevemente da Charlie Chaplin).

## Produzione
Il film fu prodotto da Gilbert M. 'Broncho Billy' Anderson per la Essanay Film Manufacturing Company.

## Distribuzione
Distribuito dalla General Film Company, il film - un cortometraggio di una bobina - uscì nelle sale cinematografiche USA il 7 maggio 1915.